# Campeonato Pernambucano de Futebol de 1989
O Campeonato Pernambucano de Futebol de 1989 foi a 75ª edição do campeonato estadual de Pernambuco. Foi disputado por doze equipes.

## Clubes Participantes
| Equipe                          | Cidade    | Região                                         | No ano anterior | Estádio                      | Capacidade | Títulos                                | Participações |
| ------------------------------- | --------- | ---------------------------------------------- | --------------- | ---------------------------- | ---------- | -------------------------------------- | ------------- |
| Santa Cruz Futebol Clube        | Recife    | Região Metropolitana do Recife                 | Primeira Fase   | Arruda                       | 110.000    | 20 ( último em 1987)                   | 75            |
| Clube Náutico Capibaribe        | Recife    | Região Metropolitana do Recife                 | Vice-campeão    | Aflitos                      | 18.000     | 17 (último em 1985)                    | 74            |
| Central Sport Club              | Caruaru   | Microrregião do Vale do Ipojuca                | Primeira Fase   | Estádio Luiz José de Lacerda | 25.000     | 0 (não possui)                         | 29            |
| América Futebol Clube           | Recife    | Região Metropolitana do Recife                 | Primeira Fase   | Aflitos                      | 18.000     | 6 (1918, 1919, 1921, 1922, 1927, 1944) | 71            |
| Clube Ferroviário do Recife     | Recife    | Região Metropolitana do Recife                 | Primeira Fase   | Vila Ipiranga                | 500        | 0 (não possui)                         | 49            |
| Associação Atlética Santo Amaro | Recife    | Região Metropolitana do Recife                 | Primeira Fase   | Aflitos                      | 18.000     | 0 (não possui)                         | 19            |
| Íbis Sport Club                 | Recife    | Região Metropolitana do Recife                 | Primeira Fase   | Aflitos                      | 18.000     | 0 (não possui)                         | 40            |
| Sport Club do Recife            | Recife    | Região Metropolitana do Recife                 | Campeão         | Ilha do Retiro               | 45.000     | 26 (último em 1988)                    | 73            |
| Sete de Setembro Esporte Clube  | Garanhuns | Microrregião de Garanhuns                      | Primeira Fase   | Estádio Marco Antônio Maciel | 10.000     | 0 (não possui)                         | 8             |
| Paulistano Futebol Clube        | Paulista  | Região Metropolitana do Recife                 | Primeira Fase   | Ademir Cunha                 | 20.000     | 0 (não possui)                         | 8             |
| Atlético Clube Caruaru          | Caruaru   | Microrregião do Vale do Ipojuca                | Não Participou  | Antônio Inácio de Souza      | 6.000      | 0 (não possui)                         | 10            |
| Estudantes Sport Club           | Timbaúba  | Microrregião da Mata Setentrional Pernambucana | Estreante       | Ferreira Lima                | 6.000      | 0 (não possui)                         | 1             |

## Classificação

### Primeiro Turno

#### Grupo A

##### Primeira Fase
| Pos | Clube            | Pts | J | V | E | D | GP | GC | SG  |
| --- | ---------------- | --- | - | - | - | - | -- | -- | --- |
| 1   | Náutico          | 11  | 7 | 5 | 1 | 1 | 11 | 4  | 7   |
| 1   | Santa Cruz       | 11  | 7 | 5 | 1 | 1 | 12 | 6  | 6   |
| 3   | Sport            | 10  | 7 | 3 | 4 | 0 | 7  | 3  | 4   |
| 4   | Sete de Setembro | 8   | 7 | 3 | 2 | 2 | 4  | 5  | -1  |
| 5   | Central          | 7   | 7 | 3 | 1 | 3 | 7  | 3  | 4   |
| 6   | Paulistano       | 5   | 7 | 1 | 3 | 3 | 4  | 7  | -3  |
| 7   | América          | 4   | 7 | 1 | 2 | 4 | 4  | 10 | -6  |
| 8   | Santo Amaro      | 0   | 7 | 0 | 0 | 7 | 1  | 12 | -11 |

##### Decisão da Primeira Fase do Primeiro Turno
05/04/1989 Santa Cruz 3 x 1 Náutico

##### Segunda Fase
| Pos | Clube            | Pts | J | V | E | D | GP | GC | SG  |
| --- | ---------------- | --- | - | - | - | - | -- | -- | --- |
| 1   | Náutico          | 12  | 7 | 5 | 2 | 0 | 22 | 4  | 18  |
| 1   | Santa Cruz       | 12  | 7 | 5 | 2 | 0 | 16 | 5  | 11  |
| 3   | Sport            | 11  | 7 | 4 | 3 | 0 | 15 | 6  | 9   |
| 4   | Central          | 6   | 7 | 2 | 2 | 3 | 7  | 8  | -1  |
| 5   | América          | 5   | 7 | 2 | 1 | 4 | 12 | 16 | -4  |
| 6   | Santo Amaro      | 5   | 7 | 2 | 1 | 4 | 5  | 16 | -11 |
| 7   | Paulistano       | 4   | 7 | 1 | 2 | 4 | 10 | 19 | -9  |
| 8   | Sete de Setembro | 1   | 7 | 0 | 1 | 6 | 3  | 16 | -13 |

##### Decisão da Segunda Fase do Primeiro Turno
25/05/1989 Náutico 0 x 0 Santa Cruz
Náutico campeão da Segunda Fase do Segundo Turno por ter melhor campanha nesta fase.

#### Decisão do Primeiro Turno
28/05/1989 Santa Cruz 1 x 0 Náutico

##### Classificação Final do Primeiro Turno - Grupo A
| Pos | Clube            | Pts | J  | V  | E | D  | GP | GC | SG  |
| --- | ---------------- | --- | -- | -- | - | -- | -- | -- | --- |
| 1   | Náutico          | 23  | 14 | 10 | 3 | 1  | 33 | 8  | 25  |
| 2   | Santa Cruz       | 23  | 14 | 10 | 3 | 1  | 28 | 11 | 17  |
| 3   | Sport            | 21  | 14 | 7  | 7 | 0  | 22 | 9  | 13  |
| 4   | Central          | 13  | 14 | 5  | 3 | 6  | 14 | 11 | 3   |
| 5   | América          | 9   | 14 | 3  | 3 | 8  | 16 | 26 | -10 |
| 6   | Paulistano       | 9   | 14 | 2  | 5 | 7  | 14 | 26 | -12 |
| 7   | Sete de Setembro | 9   | 14 | 3  | 3 | 8  | 7  | 21 | -14 |
| 8   | Santo Amaro      | 5   | 14 | 2  | 1 | 11 | 6  | 28 | -22 |

#### Grupo B
| Pos | Clube            | Pts | J | V | E | D | GP | GC | SG  |
| --- | ---------------- | --- | - | - | - | - | -- | -- | --- |
| 1   | Estudantes       | 20  | 6 | 6 | 0 | 0 | 13 | 2  | 11  |
| 2   | Ferroviário      | 6   | 6 | 3 | 0 | 3 | 10 | 6  | 4   |
| 3   | Atlético Caruaru | 6   | 6 | 3 | 0 | 3 | 8  | 9  | -1  |
| 4   | Íbis             | 0   | 6 | 0 | 0 | 6 | 2  | 16 | -14 |

### Segundo Turno

#### Grupo A
| Pos | Clube            | Pts | J  | V | E | D  | GP | GC | SG  |
| --- | ---------------- | --- | -- | - | - | -- | -- | -- | --- |
| 1   | Náutico          | 23  | 14 | 9 | 5 | 0  | 30 | 3  | 27  |
| 1   | Central          | 23  | 14 | 9 | 5 | 0  | 27 | 5  | 22  |
| 3   | Sport            | 21  | 14 | 8 | 5 | 1  | 25 | 8  | 17  |
| 4   | Santa Cruz       | 18  | 14 | 8 | 2 | 4  | 34 | 14 | 20  |
| 5   | Estudantes       | 9   | 14 | 2 | 5 | 7  | 11 | 17 | -6  |
| 6   | América          | 9   | 14 | 2 | 5 | 7  | 13 | 28 | -15 |
| 7   | Sete de Setembro | 6   | 14 | 3 | 0 | 11 | 4  | 33 | -29 |
| 8   | Paulistano       | 3   | 14 | 0 | 3 | 11 | 4  | 40 | -36 |

##### Decisão do Segundo Turno
17/07/1989 Náutico 3 x 0 Central

#### Grupo B
| Pos | Clube            | Pts | J | V | E | D | GP | GC | SG |
| --- | ---------------- | --- | - | - | - | - | -- | -- | -- |
| 1   | Santo Amaro      | 9   | 6 | 3 | 3 | 0 | 13 | 7  | 6  |
| 2   | Ferroviário      | 7   | 6 | 1 | 5 | 0 | 12 | 8  | 4  |
| 3   | Atlético Caruaru | 6   | 6 | 2 | 2 | 2 | 10 | 12 | -2 |
| 4   | Íbis             | 2   | 6 | 0 | 2 | 4 | 2  | 10 | -8 |

## Final
| Data  |            | Placar |            |
| ----- | ---------- | ------ | ---------- |
| 27/07 | Náutico    | 0 x 0  | Santa Cruz |
| 31/07 | Santa Cruz | 1 x 1  | Náutico    |
| 03/08 | Santa Cruz | 1 x 2  | Náutico    |

### Campeão
| Campeão Pernambucano de 1989        |
| ----------------------------------- |
| Clube Náutico Capibaribe 18° Título |